# Ernesto Félix Martínez
Ernesto Félix Martínez Carignano (Ciudad Autónoma de Buenos Aires, 21 de junio de 1956) es un abogado, político y político argentino. Fue Senador de la Nación Argentina por la Provincia de Córdoba entre 2015 y 2021, como parte de la alianza Cambiemos. Pertenece al Frente Cívico de Córdoba, del cual es Presidente.

## Biografía
Ernesto Félix Martínez nació en la Ciudad de Buenos Aires el 21 de julio del año 1956. Se recibió de abogado en 1979 en la Universidad Nacional de Córdoba. Está casado con Elizabeth Daga, con la cual tiene dos hijos. Fue Asesor Letrado de la Municipalidad de Córdoba del año 2003 al 2007. 
Fue organizador y Director del Registro Provincial de Reincidencia y Estadística Criminal desde el año 1999 al 2001. [cita requerida]
Fue presidente del partido Frente Cívico de Córdoba. Fue Diputado Nacional por el Frente Cívico de Córdoba con mandato desde 2009 hasta diciembre de 2013.
Fue elegido Senador por Córdoba en las elecciones de octubre del 2015 para el mandato 2015 - 2021, donde integra seis comisiones: ha presentado diversos proyectos de ley.